# Raytheon Sentinel
Il Raytheon Sentinel è un Bombardier Global Express modificato per essere utilizzato come aereo da ricognizione dalla Royal Air Force. Originariamente noto come programma ASTOR, dalla sigla in lingua inglese Airborne STand-Off Radar (radar aereo a distanza), l'aereo è in dotazione a uno squadron della Royal Air Force, nel quale presta servizio personale sia della RAF stessa che del British Army. Il Sentinel è in grado di operare congiuntamente in modo integrato con altri sistemi alleati, come il JSTARS e il sistema NATO Alliance Ground Surveillance (AGS).
Dopo averlo impiegato operativamente per la prima volta durante la guerra in Afghanistan, il governo britannico ha annunciato nel documento Strategic Defence and Security Review l'intenzione di ritirare il velivolo da quel teatro operativo in quanto non più ritenuto necessario per il supporto delle operazioni.

## Storia

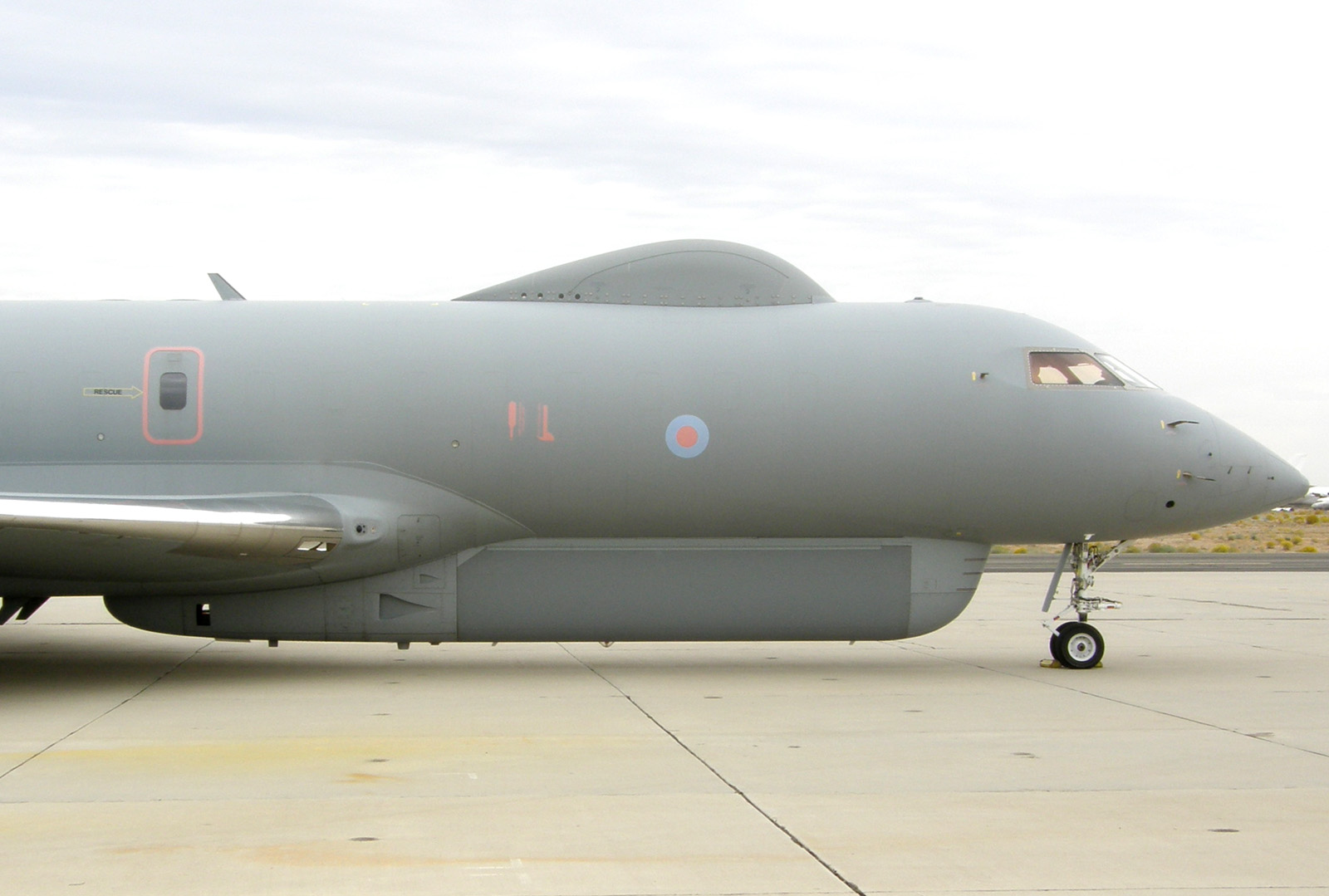
Parte anteriore del Sentinel

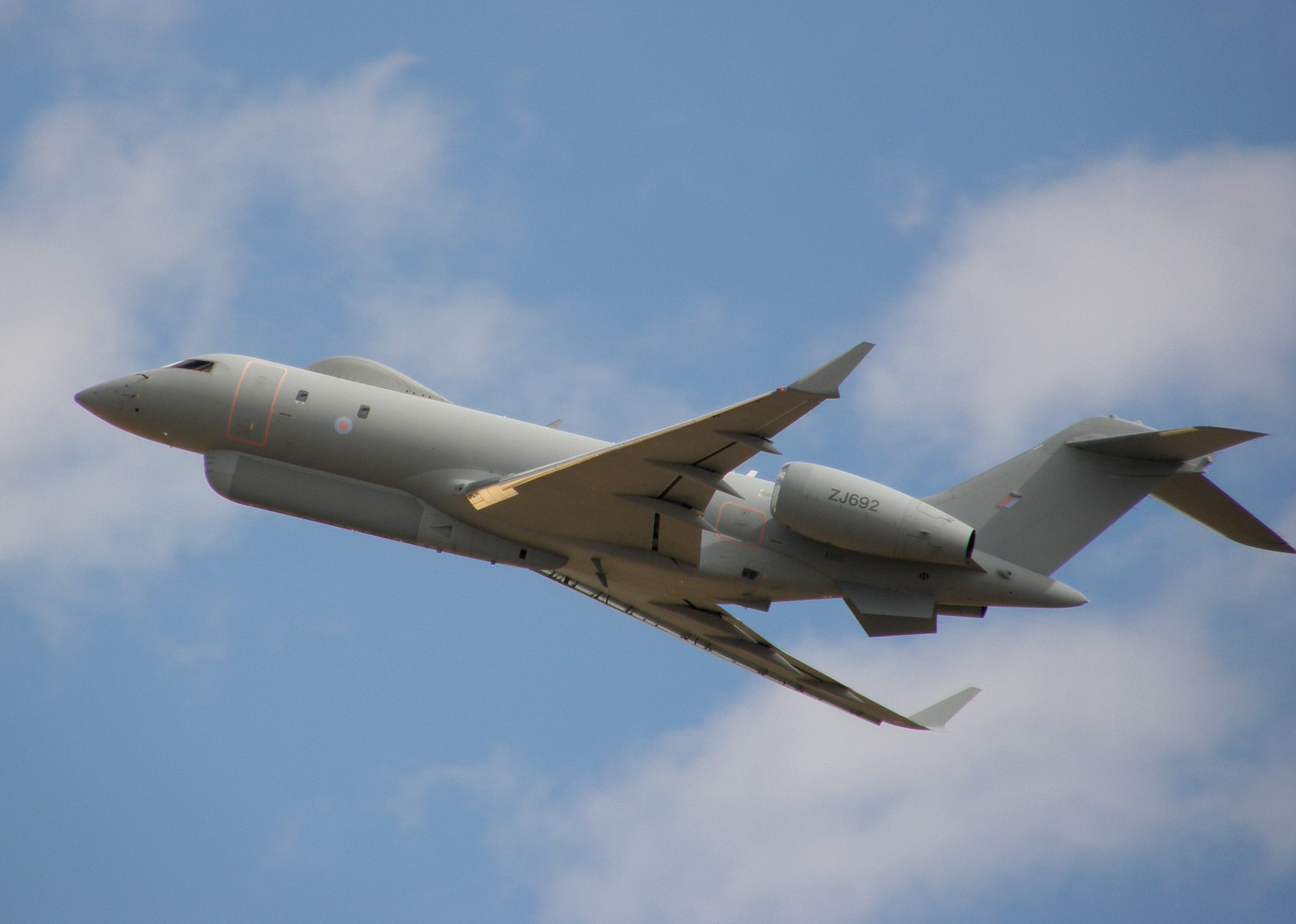
Sentinel in volo.

### Sviluppo
Il Sentinel R1 è un Bombardier Global Express modificato ed equipaggiato con due motori turboventola Rolls-Royce Deutschland BR710. Il primo volo del prototipo, ottenuto modificando l'aereo base, ebbe luogo nell'agosto del 2001 e validò la funzionalità delle modifiche necessarie per lo sviluppo del progetto ASTOR. Il Sentinel R1 di produzione volò per la prima volta il 26 maggio 2004, con un volo inaugurale di 4,4 ore. L'aereo entrò in servizio operativo con la RAF presso la base di Waddington nel 5º Squadron.
Il programma comprende cinque aerei, otto stazioni mobili a terra, di cui sei su veicoli ruotati e due allestite in container trasportabili per via aerea, più una sede addestrativa a Waddington.
Questo velivolo opera normalmente a oltre 15 000 m (40 000 piedi) e garantisce una visuale ad alta risoluzione di una vasta area di operazioni. L'equipaggio del Sentinel è composto da un pilota, un co-pilota, un Airborne Mission Commander (AMC) e due analisti di immagini. Le missioni arrivano a durare un massimo di nove ore. Nel mentre gli analisti delle immagini possono operare a bordo del velivolo, a differenza del JSTARS la gestione del campo di battaglia avviene nelle stazioni di terra.

## Elettronica e Sensori
Cuore del sistema è una versione modificata del side looking airborne radar Raytheon ASARS-2, impiegato dalle versioni più avanzate dell'aereo spia U-2. Ė radar ottimizzato per lavorare ad elevate altezze ed è accreditato di poter realizzare immagini radar a distanze di 160 km ad un'altezza di oltre 15.000 metri. Il sistema è dotato di una capacità SAR, che permette di ottenere delle immagini radar di qualità fotografica del terreno sorvolato, che, associate ad una funzionalità Moving Target Indicator (MTI), garantiscono la segnatura di tutti i veicoli in movimento.
Il radar lavora, in linea di massima, secondo due modalità: il mode "Spot" con il quale è possibile concentrarsi soltanto su bersagli che hanno determinate caratteristiche, oppure il mode "Swath", con il quale vengono esaminate delle strisce di terreno, mappando tutti i possibili mezzi in movimento, che, messe insieme, possono fornire un'immagine dettagliata del campo di battaglia. Immagini addizionali possono venir ottenute ad integrazione con strumenti ottici, anch'essi contenuti nella lunga canoa posta nella parte inferiore del velivolo.
I dati che vengono analizzati ed elaborati a bordo, una volta sviluppati, vengono trasferiti a terra in tempo reale, impiegando un sistema Link 16, che utilizza un'antenna SATCOM posta invece nel radome superiore dell'aereo.
Il Sentinel è equipaggiato anche con l'onnipresente sistema di autoprotezione, in questo caso il Defensive Aids Group della BAE Systems Information & Electronic Warfare Systems. Esso è composto da un sistema per l'allarme radar RWR, un impianto per l'allarme di prossimità di missili, dei decoy trainati e contenitori di chaff e flares, con modalità d'impiego completamente automatica, semi e manuale.

## Impiego operativo
Entrati in servizio a cavallo tra il 2007 ed il 2008, vengono tutti assegnati al ricostituito No. 5 squadron, spesso indicato come V(AC) Squadron. L'impiego di questi aerei è stato molto intenso, nonostante i tanti salti mortali della Difesa inglese, che li ha voluti più volte messi in lista per la radiazione, dopo aver investito ingenti capitali. Il primo impiego è stato sul teatro afgano a partire dal 2009, mentre, nel 2011, ha integrato la rete di droni impiegati per monitorizzare i bersagli a terra in Libia.
Il 23 gennaio 2013, un velivolo viene inviato in Mali in supporto del contingente francese, mentre è assicurata l'operatività almeno fino al 2018 in Afghanistan.
A novembre 2016 due velivoli vengono impiegati sull'Iraq nella lotta contro i terroristi dell'ISIL.
Il 25 febbraio 2021, ha segnato l'ultima missione di un Sentinel R1 della RAF vicino all'oblast di Kaliningrad e alla Bielorussia, e avvierà il ritiro degli aerei superstiti entro la fine di marzo 2021, mentre la loro missione verrà rilevata dai prossimi P-8 Poseidon ordinati dalla RAF.
Il 31 marzo 2021, a un mese dall'ultima missione operativa, tutti i Sentinel superstiti sono stati definitivamente ritirati dal servizio.
Il 30 novembre 2021, il Minister of State for Defence Procurement britannico ha annunciato che i 5 aerei sono stati ufficialmente ceduti allo U.S. Army.

## Utilizzatori
Regno Unito
- Royal Air Force

5 Sentinel R1 acquistati, in servizio dal giugno 2007 al 31 marzo 2021. Ceduti allo U.S. Army il 30 novembre 2021.
 Stati Uniti
- U.S. Army

5 Sentinel R1 usati, ex RAF, acquistati il 30 novembre 2021.

### Velivoli Comparabili
- Northrop Grumman E-8 Joint STARS
- Embraer R-99
- Saab 340 AEW&C
- Shaanxi KJ-200